# Озегвай (річка)
Озегва́й — річка в Росії, права притока Парзі. Протікає територією Удмуртії (Глазовський район).
Річка починається неподалік колишнього села Тяп'їс біля кордону з Юкаменським районом. Протікає спочатку на північний схід, нижня течія спрямована на північ. Впадає до Парзі нижче колишнього села Тотош. Береги річки подекуди заліснені, рівнинні, долина широка. Приймає декілька дрібних приток.
Над річкою розташовані населених пунктів Тек та Озегвай.